# 磡头村

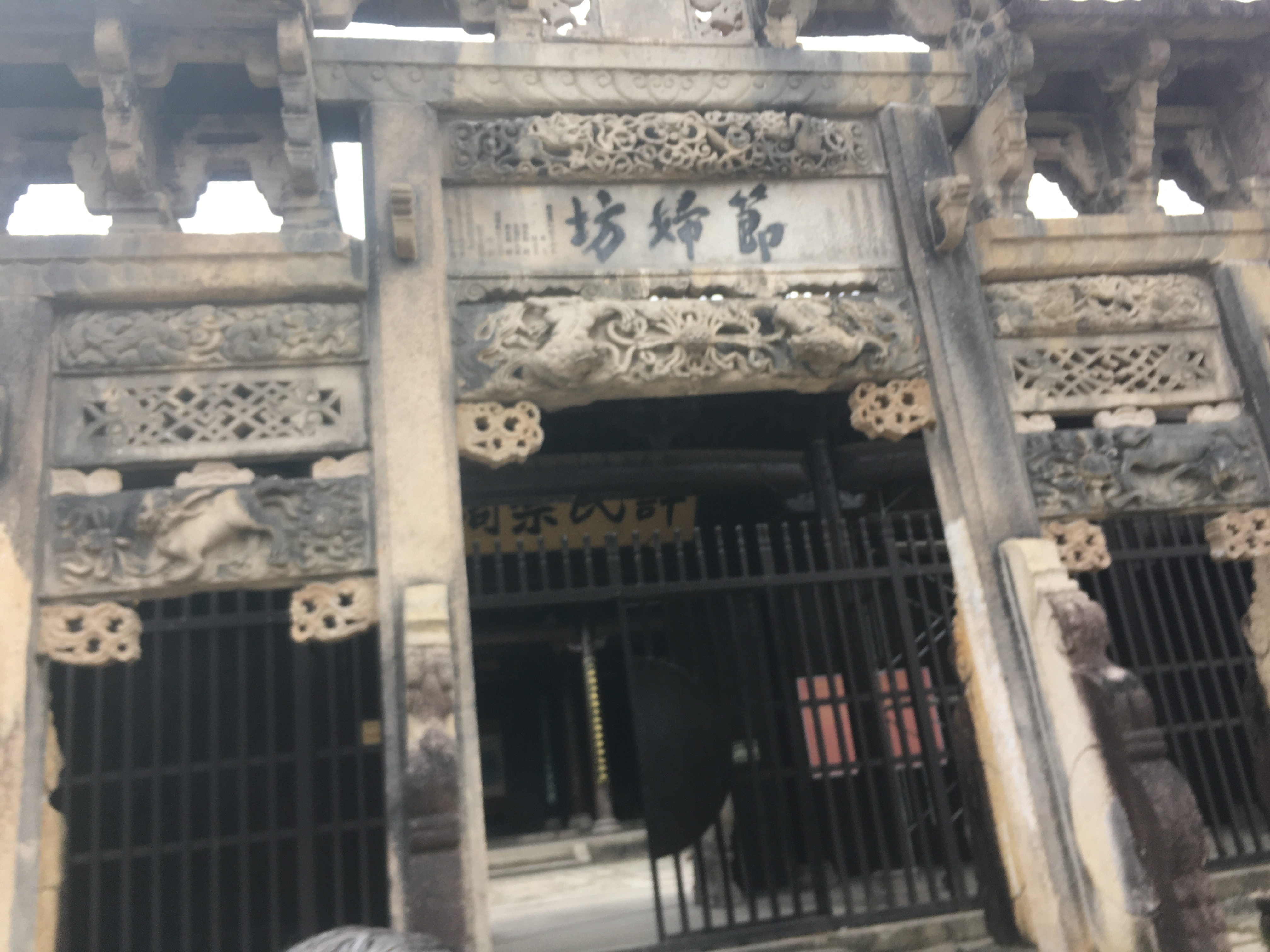
磡头节妇坊

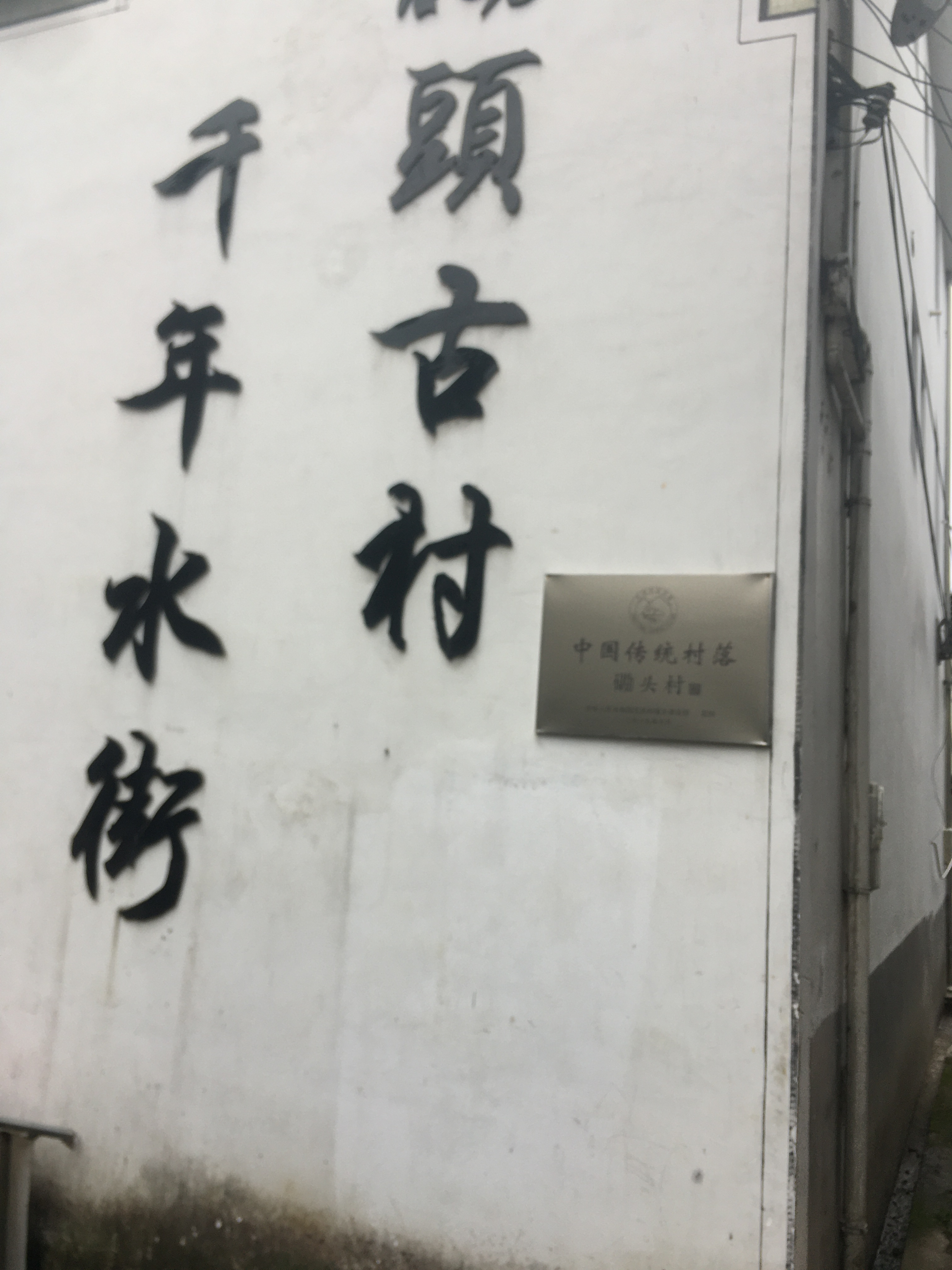
磡头古村

磡头村是安徽省南部宣城市绩溪县（旧属徽州府）家朋乡的一个村落，位于海拔1350米的幽谷中，以许姓为聚居大族，自南宋年间迁居于此，逐渐繁衍成千灶万丁的大村落。
磡头村于2019年1月21日公布为第七批中国历史文化名村。该村拥有以下文物保护单位：
- 磡头节妇坊，安徽省文物保护单位（编号6-48）